# Вебер, Фредерик Альберт Константин
Фредерик Альберт Константин Вебер (фр. Frédéric Albert Constantin Weber или фр. Albert Weber, 17 мая 1830 — 27 июля 1903) — французский ботаник, миколог и врач.

## Биография
Фредерик Альберт Константин Вебер родился в Страсбурге 17 мая 1830 года.
Он получил степень доктора медицинских наук в Университете Страсбурга в 1852 году с его работой о кровоизлиянии в мозг De l’hémorrhagie des méninges cérébrales.
Вебер принимал участие во французской военной экспедиции в Мексику с 1864 по 1867 год и описал по своему возвращению многочисленные виды кактусов. Он внёс значительный вклад в ботанику, описав множество видов семенных растений.
Фредерик Альберт Константин Вебер умер в Париже 27 июля 1903 года.

## Научная деятельность
Фредерик Альберт Константин Вебер специализировался на семенных растениях и на микологии.

## Научные работы
- De l’hémorrhagie des méninges cérébrales.

## Почести
Натаниэль Лорд Бриттон и Джозеф Нельсон Роуз назвали в его честь род растений Weberocereus семейства Кактусовые.
В его честь были также названы следующие виды растений: Agave weberi, Parodia weberiana, Parodia weberioides, Pachycereus weberi и Pereskia weberiana.